# 维勒里
维勒里（法語：Villery，法語發音：[vilʁi]）是法国奥布省的一个市镇，位于该省中部偏南，属于特鲁瓦区和特鲁瓦香槟都会城市圈公共社区，其市镇面积为3.59平方公里，2022年1月1日时人口数量为267人。
维勒里是特鲁瓦香槟都会城市圈公共社区的组成部分，位于特鲁瓦市区以南大约10公里。

## 行政
维勒里的邮政编码为10320，INSEE市镇编码为10425。

## 地理
维勒里（48°10'15"N, 4°1'8"E）位于法国中北部偏东，大东部大区西南部和奥布省中部偏南。
与维勒里接壤的市镇包括：布伊、雅韦尔南、利雷、圣让德博讷瓦勒。
维勒里属于塞纳河流域，境内地势平坦。
按照柯本气候分类法，维勒里属于温带海洋性气候，全年温差较小，降水分布均匀。

## 历史
维勒里历史上长期为一普通村落，二战后人口略有增加。

## 交通
法国国道N77线和奥布省省道D108线在维勒里境内交汇。

## 政治
现任维勒里市长为布吕诺·乌阿尔先生（Bruno Houard）。

## 人口
| 年份   | 1936 | 1946 | 1954 | 1962 | 1968 | 1975 | 1982 | 1990 | 1999 | 2004 | 2009 | 2014 | 2017 |
| ------ | ---- | ---- | ---- | ---- | ---- | ---- | ---- | ---- | ---- | ---- | ---- | ---- | ---- |
| 人口數 | 155  | 143  | 136  | 118  | 136  | 260  | 313  | 292  | 287  | 267  | 277  | 276  | 275  |